# ديكوفول
الديكوفول هو مبيد حشري الذي يرتبط كيميائيا ب ددت. الديكوفول فعالة جدا ضد سوس العنكبوت الأحمر.
واحدة من مكوناته المستخدمة في إنتاجه هو ددت. وقد تسبب ذلك في انتقاد العديد من علماء البيئة؛ ومع ذلك، تصنف منظمة الصحة العالمية
الديكوفول كمستوى من المستوى الثاني، «مبيد معتدل الخطورة».  ومن المعروف أنها ضارة بالحيوانات المائية.

## كيميائيا
المظهر: ديكوفول النقي هو بلوري أبيض صلبة. الديكوفول التقني عبارة عن سائل لزج أحمر أو بني أو عطري مع رائحة مثل القش الطازج.
الذائبية: أنها مستقرة في ظل ظروف باردة وجافة، هو عمليا غير قابلة للذوبان في الماء ولكن قابل للذوبان في المذيبات العضوية. الذوبان: 0.8 ملغ / لتر (25 درجة مئوية) في الماء.
نقطة الانصهار: 78.5 - 79.5 درجة مئوية للديكوفول النقي، 50 درجة مئوية للديكوفول التقنية
ضغط البخار: لا تذكر في درجة حرارة الغرفة
الوزن الجزيئي: 370.49 غرام / مول
معامل التقسيم: 4.2788
معامل الامتزاز: 5000

## السمية
الديكوفول هو سم عصبي وتصنف من قبل منظمة الصحة العالمية  باعتبارها الفئة الثانية، «معتدلة الخطورة»
وتشمل أعراض الابتلاع و/ أو التعرض للجهاز التنفسي الغثيان، والدوخة، والضعف والقيء. التعرض الجلدي قد يسبب تهيج الجلد أو طفح جلدي. والاتصال العين قد يسبب التهاب الملتحمة. التسمم قد يؤثر على الكبد والكلى أو الجهاز العصبي المركزي. الحالات الشديدة جدا قد تؤدي إلى تشنجات أو غيبوبة أو موت من فشل الجهاز التنفسي.

## روابط خارجية
- Chemical Information about Dicofol